# Udet U 12
Udet U 12 Flamingo là một loại máy bay huấn luyện và thể thao, được phát triển ở Đức vào giữa thập niên 1920.

## Biến thể

### Đức
- U 12a
  - U 12W
- U 12b
- U 12c
- U 12d ne
- U 12e

### Áo
Fliegerwerft Thalerhof chế tạo 20 chiếc
- U 12H
- U 12S
  - U 12Ö

### Hungary
KRG chế tạo 40 chiếc và Manfred Weiss chế tạo 40 chiếc khác. 
- Hungária I
- Hungária II
- Hungária III
- Hungária IV
- Hungária V

## Quốc gia sử dụng
Áo
- Không quân Áo (1927-1938)

 Latvia
- Không quân Latvia

## Tính năng kỹ chiến thuật (U 12a)

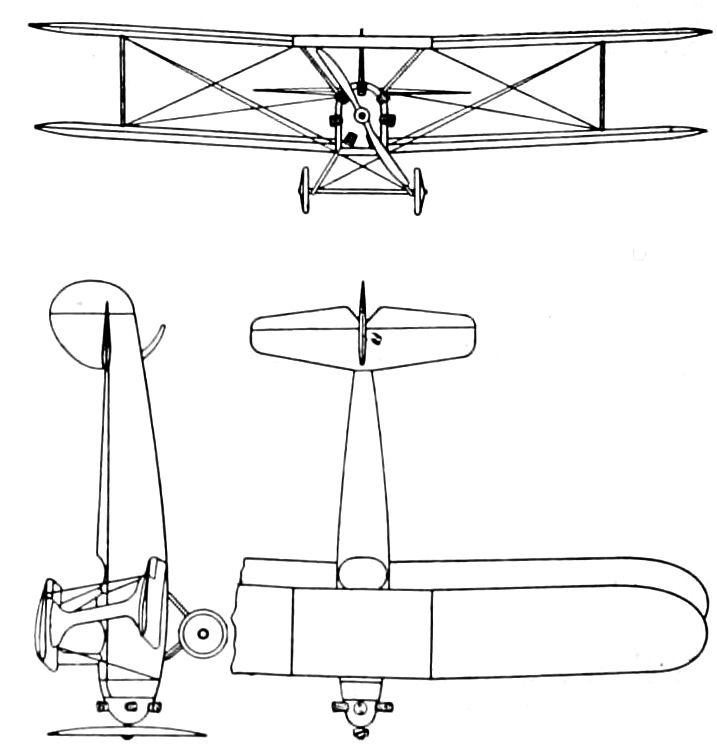
Udet U-12

Đặc điểm tổng quát
- Kíp lái: 2
- Chiều dài: 7.4 m (24 ft 6 in)
- Sải cánh: 10.0 m (32 ft 8 in)
- Chiều cao: 2.8 m (9 ft 2 in)
- Diện tích cánh: 24 m2 (258 ft2)
- Trọng lượng rỗng: 525 kg (1.157 lb)
- Trọng lượng có tải: 800 kg (1.64 lb)
- Powerplant: 1 × Siemens-Halske Sh 11, 60 kW (80 hp)

Hiệu suất bay
- Vận tốc cực đại: 140 km/h (87 mph)
- Tầm bay: 450 km (280 dặm)
- Trần bay: 3.700 m (12.100 ft)
- Vận tốc lên cao: 2.3 m/s (450 ft/phút)